# Letônia nos Jogos Olímpicos de Verão de 2024
Letônia participou dos Jogos Olímpicos de Verão de 2024, realizados em Paris, na França. Foi a 13.ª aparição do país nos Jogos Olímpicos de Verão desde a estreia cem anos antes, em Paris 1924.
Foi representado por 29 atletas que competiram em onze esportes, mas nenhum conquistou medalhas.

## Competidores
Esta foi a participação por modalidade nesta edição:
| Esporte            | Masculino | Feminino | Total |
| ------------------ | --------- | -------- | ----- |
| Atletismo          | 3         | 5        | 8     |
| Basquetebol        | 4         | 0        | 4     |
| Ciclismo           | 4         | 2        | 6     |
| Halterofilismo     | 1         | 0        | 1     |
| Hipismo            | 1         | 0        | 1     |
| Natação            | 1         | 0        | 1     |
| Pentatlo moderno   | 1         | 0        | 1     |
| Saltos ornamentais | 0         | 1        | 1     |
| Tênis              | 0         | 1        | 1     |
| Tiro               | 1         | 1        | 2     |
| Voleibol de praia  | 0         | 2        | 2     |
| Total              | 16        | 13       | 29    |

## Desempenho

### Atletismo
- Q = Qualificado para a próxima fase
- q = Qualificado para a próxima fase como o perdedor mais rápido ou, em eventos de campo, pela posição sem atingir o alvo para qualificação
- N/A = Fase não aplicável para o evento
- Bye = Atleta não precisou disputar aquela fase

Masculino
Eventos de campo
| Atleta          | Evento              | Qualificação | Qualificação | Final       | Final       | Ref.  |
| Atleta          | Evento              | Marca        | Pos.         | Marca       | Pos.        | Ref.  |
| --------------- | ------------------- | ------------ | ------------ | ----------- | ----------- | ----- |
| Valters Kreišs  | Salto com vara      | 5.70         | 11 q         | 5.50        | 12          | [ 5 ] |
| Gatis Čakšs     | Lançamento de dardo | NM           | NM           | Não avançou | Não avançou | [ 6 ] |
| Patriks Gailums | Lançamento de dardo | 77.26        | 25           | Não avançou | Não avançou | [ 7 ] |

Feminino
Eventos de pista
| Atleta        | Evento | Baterias | Baterias | Repescagem | Repescagem | Semifinal   | Semifinal   | Final       | Final       | Ref.  |
| Atleta        | Evento | Tempo    | Pos.     | Tempo      | Pos.       | Tempo       | Pos.        | Tempo       | Pos.        | Ref.  |
| ------------- | ------ | -------- | -------- | ---------- | ---------- | ----------- | ----------- | ----------- | ----------- | ----- |
| Gunta Vaičule | 400 m  | 51.13    | 5        | 50.93      | 2          | Não avançou | Não avançou | Não avançou | Não avançou | [ 8 ] |
| Agate Caune   | 5000 m | 15:38.19 | 16       | N/A        | N/A        | N/A         | N/A         | Não avançou | Não avançou | [ 9 ] |

Eventos de campo
| Atleta            | Evento              | Qualificação | Qualificação | Final       | Final       | Ref.   |
| Atleta            | Evento              | Marca        | Pos.         | Marca       | Pos.        | Ref.   |
| ----------------- | ------------------- | ------------ | ------------ | ----------- | ----------- | ------ |
| Rūta Kate Lasmane | Salto triplo        | 13.76        | 22           | Não avançou | Não avançou | [ 10 ] |
| Līna Mūze         | Lançamento de dardo | 60.30        | 17           | Não avançou | Não avançou | [ 11 ] |
| Anete Sietiņa     | Lançamento de dardo | 60.47        | 15           | Não avançou | Não avançou | [ 12 ] |

### Basquetebol

#### 3×3
Masculino
A seleção nacional 3x3 masculina da Letônia se classificou para as Olimpíadas ao vencer o Torneio Pré-Olímpico de Universalidade 1 da FIBA, em Hong Kong.
Elenco
A delegação foi composta de quatro jogadores:
- Kārlis Lasmanis
- Nauris Miezis
- Zigmārs Raimo
- Francis Lācis

Fase de grupos
|  | Equipes classificadas às semifinais |
|  | Equipes classificadas ao play-in    |

| Pos. | Equipe         | J | V  | D | PF  | PC  | Dif |
| ---- | -------------- | - | -- | - | --- | --- | --- |
| 1    | Letônia        | 7 | 7  | 0 | 147 | 103 | +44 |
| 2    | Países Baixos  | 7 | 5  | 2 | 133 | 112 | +21 |
| 3    | Lituânia       | 7 | 4† | 3 | 134 | 125 | +9  |
| 4    | Sérvia         | 7 | 4† | 3 | 129 | 123 | +6  |
| 5    | França         | 7 | 3  | 4 | 131 | 132 | –1  |
| 6    | Polônia        | 7 | 2‡ | 5 | 116 | 139 | –23 |
| 7    | Estados Unidos | 7 | 2‡ | 5 | 116 | 138 | –22 |
| 8    | China          | 7 | 1  | 6 | 107 | 141 | –34 |

Regras para classificação: 1) Vitórias; 2) Confronto direto; 3) Pontos marcados.
†Lituânia 20–18 Sérvia

‡Estados Unidos 17–19 Polônia
| 30 julho 2024 18:35 | Relatório | Letônia       | 21–14 | Lituânia       |  | Praça da Concórdia, Paris Árbitros: POL Marek Maliszewski SRB Jasmina Juras |  |
| 30 julho 2024 18:35 | Relatório | Pts: Miezis 9 |       | Pts: Pukelis 8 |  | Praça da Concórdia, Paris Árbitros: POL Marek Maliszewski SRB Jasmina Juras |  |

| 31 julho 2024 18:35 | Relatório | Letônia         | 21–12 | Países Baixos  |  | Praça da Concórdia, Paris Árbitros: HUN Brigitta Csabai-Kaskötő USA Deanna Jackson |  |
| 31 julho 2024 18:35 | Relatório | Pts: Lasmanis 8 |       | Pts: de Jong 7 |  | Praça da Concórdia, Paris Árbitros: HUN Brigitta Csabai-Kaskötő USA Deanna Jackson |  |

| 1 agosto 2024 10:35 | Relatório | China        | 8–22 | Letônia      |  | Praça da Concórdia, Paris Árbitros: USA Deanna Jackson SRB Jasmina Juras |  |
| 1 agosto 2024 10:35 | Relatório | Pts: Zhang 6 |      | Pts: Lācis 8 |  | Praça da Concórdia, Paris Árbitros: USA Deanna Jackson SRB Jasmina Juras |  |

| 1 agosto 2024 23:05 | Relatório | Estados Unidos | 19–21 | Letônia        |  | Praça da Concórdia, Paris Árbitros: FRA Najib Chajiddine ROU Vlad Ghizdareanu |  |
| 1 agosto 2024 23:05 | Relatório | Pts: Barry 10  |       | Pts: Miezis 10 |  | Praça da Concórdia, Paris Árbitros: FRA Najib Chajiddine ROU Vlad Ghizdareanu |  |

| 2 agosto 2024 14:05 | Relatório | França          | 20–22 | Letônia        |  | Praça da Concórdia, Paris Árbitros: HUN Brigitta Csabai-Kaskötő POL Marek Maliszewski |  |
| 2 agosto 2024 14:05 | Relatório | Pts: Seguela 10 |       | Pts: Miezis 10 |  | Praça da Concórdia, Paris Árbitros: HUN Brigitta Csabai-Kaskötő POL Marek Maliszewski |  |

| 2 agosto 2024 19:05 | Relatório | Letônia                | 21–14 | Sérvia             |  | Praça da Concórdia, Paris Árbitros: SUI Markos Michaelides ROU Vlad Ghizdareanu |  |
| 2 agosto 2024 19:05 | Relatório | Pts: Lācis, Lasmanis 8 |       | Pts: Majstorović 7 |  | Praça da Concórdia, Paris Árbitros: SUI Markos Michaelides ROU Vlad Ghizdareanu |  |

| 4 agosto 2024 18:00 | Relatório | Polônia           | 16–22 | Letônia        |  | Praça da Concórdia, Paris Árbitros: HUN Brigitta Csabai-Kaskötő HKG Edmond Ho |  |
| 4 agosto 2024 18:00 | Relatório | Pts: Sokołowski 6 |       | Pts: Miezis 13 |  | Praça da Concórdia, Paris Árbitros: HUN Brigitta Csabai-Kaskötő HKG Edmond Ho |  |

Semifinal
| 5 agosto 2024 19:00 | Relatório | Letônia          | 14–21 | França            |  | Praça da Concórdia, Paris Árbitros: HUN Brigitta Csabai-Kaskötő HKG Edmond Ho |  |
| 5 agosto 2024 19:00 | Relatório | Pts: Lasmanis 11 |       | Pts: Dussoulier 9 |  | Praça da Concórdia, Paris Árbitros: HUN Brigitta Csabai-Kaskötő HKG Edmond Ho |  |

Disputa pelo bronze
| 5 agosto 2024 21:30 | Relatório | Letônia         | 18–21 | Lituânia        |  | Praça da Concórdia, Paris Árbitros: SUI Markos Michaelides USA Deanna Jackson |  |
| 5 agosto 2024 21:30 | Relatório | Pts: Lasmanis 9 |       | Pts: Vingelis 9 |  | Praça da Concórdia, Paris Árbitros: SUI Markos Michaelides USA Deanna Jackson |  |

### Ciclismo

#### Estrada
Masculino
| Atleta       | Evento             | Tempo   | Pos. | Ref.   |
| ------------ | ------------------ | ------- | ---- | ------ |
| Toms Skujiņš | Corrida em estrada | 6:20:50 | 5    | [ 15 ] |

Feminino
| Atleta              | Evento             | Tempo   | Pos. | Ref.   |
| ------------------- | ------------------ | ------- | ---- | ------ |
| Anastasia Carbonari | Corrida em estrada | 4:10:47 | 69   | [ 16 ] |

#### Mountain bike
Masculino
| Atleta        | Evento        | Tempo   | Pos. | Ref.   |
| ------------- | ------------- | ------- | ---- | ------ |
| Mārtiņš Blūms | Cross-country | 1:29:11 | 17   | [ 17 ] |

#### BMX
Estilo livre
| Atleta          | Evento    | Qualificação | Qualificação | Final  | Final | Ref.   |
| Atleta          | Evento    | Pontos       | Pos.         | Pontos | Pos.  | Ref.   |
| --------------- | --------- | ------------ | ------------ | ------ | ----- | ------ |
| Ernests Zēbolds | Masculino | 84.60        | 9 Q          | 87.14  | 8     | [ 18 ] |

Corrida
| Atleta            | Evento    | Quartas | Quartas | Última chance | Última chance | Semifinal   | Semifinal   | Final       | Final       | Pos. geral | Ref.   |
| Atleta            | Evento    | Pontos  | Pos.    | Tempo         | Pos.          | Pontos      | Pos.        | Tempo       | Pos.        | Pos. geral | Ref.   |
| ----------------- | --------- | ------- | ------- | ------------- | ------------- | ----------- | ----------- | ----------- | ----------- | ---------- | ------ |
| Kristens Krīgers  | Masculino | 26      | 24      | Não avançou   | Não avançou   | Não avançou | Não avançou | Não avançou | Não avançou | 24         | [ 19 ] |
| Veronika Stūriška | Feminino  | 19      | 18      | 2:15.767      | 8             | Não avançou | Não avançou | Não avançou | Não avançou | 20         | [ 20 ] |

### Halterofilismo
Masculino
| Atleta           | Evento    | Arranco | Arranco | Arremesso | Arremesso | Total | Pos. | Ref.   |
| Atleta           | Evento    | Result. | Pos.    | Result.   | Pos.      | Total | Pos. | Ref.   |
| ---------------- | --------- | ------- | ------- | --------- | --------- | ----- | ---- | ------ |
| Ritvars Suharevs | Até 73 kg | 147     | —       | —         | —         | —     | DNF  | [ 21 ] |

### Hipismo

#### Saltos
| Atleta              | Cavalo        | Evento     | Qualificação | Qualificação | Qualificação | Final       | Final       | Final       | Ref.   |
| Atleta              | Cavalo        | Evento     | Pen.         | Tempo        | Pos.         | Pen.        | Tempo       | Pos.        | Ref.   |
| ------------------- | ------------- | ---------- | ------------ | ------------ | ------------ | ----------- | ----------- | ----------- | ------ |
| Kristaps Neretnieks | Palladium KJV | Individual | 12           | 73.66        | 56           | Não avançou | Não avançou | Não avançou | [ 22 ] |

### Natação
Masculino
| Atleta          | Evento      | Eliminatórias | Eliminatórias | Semifinal   | Semifinal   | Final       | Final       | Ref.   |
| Atleta          | Evento      | Tempo         | Pos.          | Tempo       | Pos.        | Tempo       | Pos.        | Ref.   |
| --------------- | ----------- | ------------- | ------------- | ----------- | ----------- | ----------- | ----------- | ------ |
| Daniils Bobrovs | 200 m peito | 2:13.66       | 21            | Não avançou | Não avançou | Não avançou | Não avançou | [ 23 ] |

Feminino
| Atleta      | Evento       | Eliminatórias | Eliminatórias | Semifinal   | Semifinal   | Final       | Final       | Ref.   |
| Atleta      | Evento       | Tempo         | Pos.          | Tempo       | Pos.        | Tempo       | Pos.        | Ref.   |
| ----------- | ------------ | ------------- | ------------- | ----------- | ----------- | ----------- | ----------- | ------ |
| Ieva Maļuka | 200 m medley | 2:15.79       | 26            | Não avançou | Não avançou | Não avançou | Não avançou | [ 24 ] |

### Pentatlo moderno
| Atleta         | Evento    | Esgrima ranqueamento (espada um toque) | Esgrima ranqueamento (espada um toque) | Semifinal | Semifinal             | Semifinal             | Semifinal          | Semifinal          | Semifinal                                             | Semifinal                                             | Semifinal | Semifinal | Final | Final                 | Final                 | Final              | Final              | Final                                                 | Final                                                 | Final    | Final | Ref.   |
| Atleta         | Evento    | Esgrima ranqueamento (espada um toque) | Esgrima ranqueamento (espada um toque) | FBR       | Natação (200 m livre) | Natação (200 m livre) | Equitação (saltos) | Equitação (saltos) | Combinado: tiro/corrida (pistola de ar 10 m)/(3200 m) | Combinado: tiro/corrida (pistola de ar 10 m)/(3200 m) | Pts tot.  | Pos.      | FBR   | Natação (200 m livre) | Natação (200 m livre) | Equitação (saltos) | Equitação (saltos) | Combinado: tiro/corrida (pistola de ar 10 m)/(3200 m) | Combinado: tiro/corrida (pistola de ar 10 m)/(3200 m) | Pts tot. | Pos.  | Ref.   |
| Atleta         | Evento    | V–D                                    | Pts MP                                 | Pts       | Tempo                 | Pts MP                | Pen.               | Pts MP             | Tempo                                                 | Pts MP                                                | Pts tot.  | Pos.      | Pts   | Tempo                 | Pts MP                | Pen.               | Pts MP             | Tempo                                                 | Pts MP                                                | Pts tot. | Pos.  | Ref.   |
| -------------- | --------- | -------------------------------------- | -------------------------------------- | --------- | --------------------- | --------------------- | ------------------ | ------------------ | ----------------------------------------------------- | ----------------------------------------------------- | --------- | --------- | ----- | --------------------- | --------------------- | ------------------ | ------------------ | ----------------------------------------------------- | ----------------------------------------------------- | -------- | ----- | ------ |
| Pāvels Švecovs | Masculino | 23–12                                  | 240                                    | 0         | 2:02.17               | 306                   | 59.74              | 300                | 10:40.68                                              | 660                                                   | 1506      | 5 Q       | 0     | 2:03.71               | 303                   | 57.47              | 279                | 11:10.97                                              | 630                                                   | 1452     | 17    | [ 25 ] |

### Saltos ornamentais
Feminino
| Atleta        | Evento          | Preliminar | Preliminar | Semifinal   | Semifinal   | Final       | Final       | Ref.   |
| Atleta        | Evento          | Pontos     | Pos.       | Pontos      | Pos.        | Pontos      | Pos.        | Ref.   |
| ------------- | --------------- | ---------- | ---------- | ----------- | ----------- | ----------- | ----------- | ------ |
| Džeja Patrika | Plataforma 10 m | 259.30     | 22         | Não avançou | Não avançou | Não avançou | Não avançou | [ 26 ] |

### Tênis
Feminino
| Atleta           | Evento  | Primeira rodada         | Segunda rodada       | Oitavas de final     | Quartas de final     | Semifinal            | Final                | Final       | Ref.   |
| Atleta           | Evento  | Adversário Resultado    | Adversário Resultado | Adversário Resultado | Adversário Resultado | Adversário Resultado | Adversário Resultado | Pos.        | Ref.   |
| ---------------- | ------- | ----------------------- | -------------------- | -------------------- | -------------------- | -------------------- | -------------------- | ----------- | ------ |
| Jeļena Ostapenko | Simples | COL C Osorio D 4–6, 3–6 | Não avançou          | Não avançou          | Não avançou          | Não avançou          | Não avançou          | Não avançou | [ 27 ] |

### Tiro
Masculino
| Atleta             | Evento             | Qualificação | Qualificação | Final       | Final       | Ref.   |
| Atleta             | Evento             | Marca        | Pos.         | Marca       | Pos.        | Ref.   |
| ------------------ | ------------------ | ------------ | ------------ | ----------- | ----------- | ------ |
| Lauris Strautmanis | Pistola de ar 10 m | 572          | 21           | Não avançou | Não avançou | [ 28 ] |

Feminino
| Atleta        | Evento             | Qualificação | Qualificação | Final       | Final       | Ref.   |
| Atleta        | Evento             | Marca        | Pos.         | Marca       | Pos.        | Ref.   |
| ------------- | ------------------ | ------------ | ------------ | ----------- | ----------- | ------ |
| Agate Rašmane | Pistola de ar 10 m | 570          | 23           | Não avançou | Não avançou | [ 29 ] |
| Agate Rašmane | Pistola livre 25 m | 568          | 13           | Não avançou | Não avançou | [ 29 ] |

Misto
| Atleta                           | Evento             | Qualificação | Qualificação | Final       | Final       | Ref.          |
| Atleta                           | Evento             | Marca        | Pos.         | Marca       | Pos.        | Ref.          |
| -------------------------------- | ------------------ | ------------ | ------------ | ----------- | ----------- | ------------- |
| Lauris Strautmanis Agate Rašmane | Pistola de ar 10 m | 568          | 16           | Não avançou | Não avançou | [ 28 ] [ 29 ] |

### Voleibol de praia
| Atletas                            | Evento   | Fase de grupos                              | Fase de grupos                            | Fase de grupos                                    | Fase de grupos | Oitavas                                         | Quartas                               | Semifinal            | Final / DB           | Final / DB  | Ref.          |
| Atletas                            | Evento   | Adversário Resultado                        | Adversário Resultado                      | Adversário Resultado                              | Pos.           | Adversário Resultado                            | Adversário Resultado                  | Adversário Resultado | Adversário Resultado | Pos.        | Ref.          |
| ---------------------------------- | -------- | ------------------------------------------- | ----------------------------------------- | ------------------------------------------------- | -------------- | ----------------------------------------------- | ------------------------------------- | -------------------- | -------------------- | ----------- | ------------- |
| Tīna Graudiņa Anastasija Samoilova | Feminino | SUI E Böbner / Z Vergé-Dépré D 15–21, 14–21 | PAR G Poletti / M Valiente V 21–19, 21–15 | CAN M Humana-Paredes / B Wilkerson V 21–14, 22–20 | 2 Q            | GER S Müller / C Tillmann V 21–13, 17–21, 18–16 | BRA A Ramos / D Lisboa D 16–21, 10–21 | Não avançou          | Não avançou          | Não avançou | [ 30 ] [ 31 ] |